# Tomba del Morente

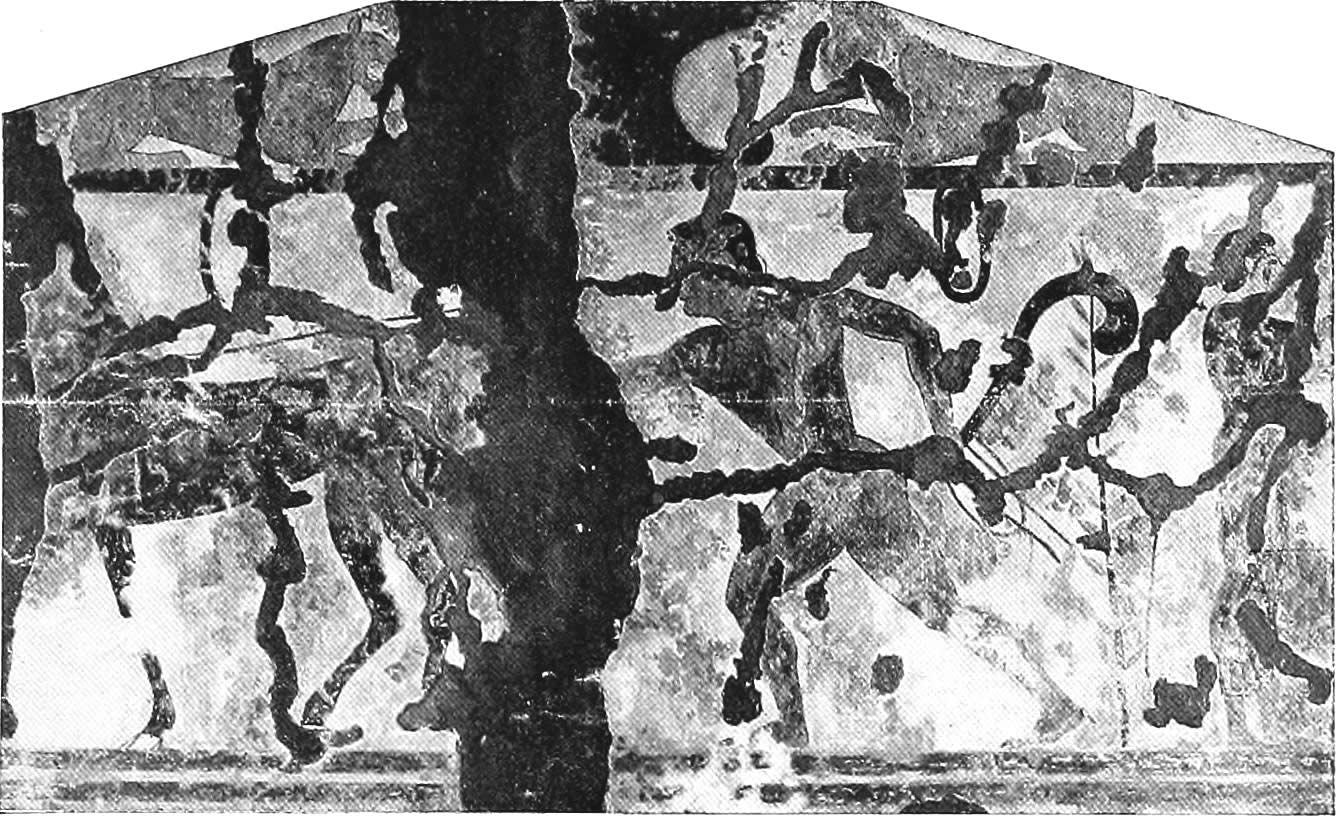
Rückwand

Die etruskische Tomba del Morente (deutsch: „Grab des Sterbenden“) wurde im Jahr 1872 bei Tarquinia in der Monterozzi-Nekropole entdeckt. Mit einer Grundfläche von vier Quadratmetern handelt es sich um die kleinste bemalte Grabkammer in Tarquinia. Die Rückwand zeigt ein Pferd und einen nackten Jüngling, der ihm folgt, sowie eine weitere Person ganz rechts. Im Giebelfeld sieht man zwei Raubkatzen. Auf der linken Wand ist der Tote auf dem Sterbebett (Prothesis) dargestellt. Trauernde Familienmitglieder stehen daneben. Die Szene gab dem Grab den Namen. Solche Szenen sind sonst kaum in etruskischen Gräbern bezeugt. Auf der Eingangswand sind zwei Bäume dargestellt. Auf der rechten Wand sieht man zwei Tänzer und einen Baum. Das Grab datiert um 500 v. Chr. Die Malereien sind heute nicht mehr gut erhalten.